# 拓跋悦
拓跋 悦（たくばつ えつ、生年不詳 - 409年）は、北魏の皇族。朱提王。

## 経歴
陳留王拓跋虔の子として生まれた。右将軍の号を受けた。403年（天興6年）10月、朱提王に封じられた。後に左将軍に進み、宗師となった。道武帝の寵愛を恃んで驕慢で、衛王拓跋儀以外にはばかる者はいないと豪語した。406年（天賜3年）、後秦の姚興が北魏の捕虜となっていた狄伯支の身柄を買い取ると、拓跋悦は狄伯支を西に送ることとなった。このとき雁門を経由したが、拓跋悦は北魏に不満を持つ豪傑たちと交際して、その不満を煽ってみせた。後に拓跋悦が事件に遇って譴責を受けると、雁門に逃亡して、くだんの豪傑を集めて反乱を起こそうとしたが、当地の人に捕らえられて平城に送られた。道武帝は拓跋悦の罪を問わずに赦した。409年（永興元年）10月、明元帝が即位すると、拓跋悦は召されて近侍として宮殿に入った。私怨を晴らすために、平城の他民族や雁門出身者を誅殺するよう明元帝に勧めたが、聞き入れられなかった。閏10月、懐に刀を忍ばせて明元帝に近侍し、その殺害を図った。叔孫俊に疑われて、その懐を改められると、刀が出てきたため、捕らえられて殺害された。

## 伝記資料
- 『魏書』巻15 列伝第3
- 『北史』巻15 列伝第3